# Heinz Walter (Komponist)
Heinz Walter (* 26. November 1928 in Salzburg; † 1. August 2019 ebenda) war ein österreichischer Komponist und Klavierpädagoge.

## Leben
Heinz Walter studierte ab 1947 an der Universität Mozarteum Salzburg Klavier bei Franz Ledwinka und Friedrich Wührer, die Reifeprüfung dazu legte er im Jahr 1952 ab. Zudem studierte er Cembalo bei Ernst Reichert, die Reifeprüfung dazu legte er im Jahr 1954 ab. Des Weiteren war er Kompositionsschüler von Friedrich Frischenschlager und Johann Nepomuk David und besuchte Kurse bei Hanns Jelinek und Ernst Krenek.
Ab dem Jahr 1952 unterrichtete Walter bis zu seiner Emeritierung im Jahr 1997 als Dozent für Klavier und Klaviermethodik an der Universität Mozarteum Salzburg. Im Jahr 1975 erhielt er eine ordentliche Professur im Fach Klavier ebenda. Darüber hinaus wirkte Heinz Walter auch als Pianist.

## Werke

### Kompositionen
- Sonatine – Duo für Klavier vierhändig (1961)[3]
- Etüden und Vortragsstücke für Klavier (1962)[3]
- Vier Sonatinen – Solo für Klavier (1963)[3]
- Four odleys – über Worte von Hans Magnus Enzensberger für Schulorchester und Schulchor (1966)[3]
- Psalmen-Kanons – für vierstimmigen Chor a cappella und Tenorsolo (1966)[3]
- Capriccio für Violine und Klavier (1967)[3]
- Concertino für Klavier vierhändig (1970)[3]
- Drei kleine Fantasien für Blockflöte und Klavier (1970)[3]
- Fünf Stücke für 3 Blockflöten (1970)[3]
- Partita impulsiva für Sopran-Blockflöte und Cembalo (1970)[3]
- Bühnenmusik zu „Wie es euch gefällt“ – für Orchester (1971)[3]
- Introduktion für ein Kammerspiel – Quintett für Flöte, Oboe, Klarinette, Fagott und Klavier (1971)[3]
- Sonatine für Altblockflöte und Klavier (1973)[3]
- Bläsertrio (1973)[3]
- Variationen über ein Thema von Georg Friedrich Händel für Sopran–Blockflöte und Cembalo (1974)[3]
- Drei Stücke für Orgel (1982)[3]